# Vaspitanje u Antičkom Rimu
Rim je osnovan 753. g. p. n. e. i nalazio se na levoj obali Tibra. Predstavljao je granicu između Latina i Etruraca i ležao je na putu koji je vodio do mora, tako da je bio tačka susreta tri različita naroda: Latina, Etruraca i Sabina. Kroz vekove svog postojanja razvio se od malog grada na Tibru u centralnoj Italiji u imperiju. Kako se menjao sam Rim tako se menjalo i vaspitanje u Rimu.
Vaspitanje u Antičkom Rimu prošlo je više perioda:
1. Rodovski (do 6. veka p. n. e.)
2. Republikanski (od 6. veka p. n. e. do 27. g. p. n. e.)
3. Imperatorski period (od 27. g. p. n. e. do 476. g. n. e. (do pada Rima kod Istočne Gote))[1]

## Rodovski period
Porodica je bila najvažnija u životu starih Rimljana, tako da se i obrazovanje odvijalo u porodičnom okruženju. Otac, kao glava porodice, imao je vlast nad svojom decom kao što je imao vlast nad robovima. Rimsko pravo mu je dozvoljavalo da odluči o životu svoje dece, pa su tako bolesnu i slabu decu po rođenju mogli osuditi na smrt, ali to se nije dešavalo često. Zbog siromaštva, neke porodice su novorođenčad izlagali po uglovima ulica. Na taj način su mogli da prodaju decu u robove ili ženama koje nisu imale svoju decu. Deca koja su ostajala u kućama svoje porodice dobijali su vaspitanje koje je imalo moralni, društveni i vojni karakter. Majčina glavna uloga bila je da ostane kod kuće i brine o deci. Deca su morala da poštuju i oca i majku, toliko da pred njima nisu smeli da izgovore neku nepristojnu reč ili da se nepristojno ponašaju. Nakon prvih nekoliko godina detinjstva, ulogu majke u vaspitanju dečaka je preuzimao otac, a majka bi nastavljala da sa ćerkama vodi domaćinstvo. Veliki deo vaspitanja dečaka svodio se na neprestanu imitaciju ponašanja oca. Dečaci su se obrazovali samo onoliko koliko je to bilo potrebno za svakodnevni život običnog Rimljanina. Dečaci su vežbali atletiku, trčanje, jahanje, rvanje, plivanje… Ponekad bi u porodici učili da čitaju, pišu i računaju. Cilj vaspitanja u ovom periodu bio je da se na decu prenesu tradicionalni običaji.

## Republikanski period
U doba republikanskog Rima majka je odgajala dete do njegove sedme godine, a nakon toga tu obavezu je na sebe preuzimao otac isto kao i u doba rodovskog uređenja. Devojčice su od majke učile kako da vode domaćinstvo, dok su dečaci učili da čitaju i pišu i ponekad bi učili istoriju i pravo (podučavanje iz ova dva predmeta svedeno je na minimum). Kada bi dečak napunio šesnaest godina, narednih godinu dana bi obavljao pripravnički staž u javnom životu, pri čemu je brigu o njemu preuzimao neki od starih prijatelja porodice koji je imao politički ugled i koji je bio zadužen da dečaka nauči lekcijama o političkom govorništvu. Taj period je smatran kao prelazna faza između strogog porodičnog vaspitanja i slobode koju je omogućavao javni život. Posle pripravničkog staža sledila je vojna služba. Mladići su u početku bili obični vojnici, a ako bi u borbama pokazali hrabrost mogli su da dobiju zvanje oficira.

## Imperatorski period
Imperatorski period Rima trajao je više od 500 god. i za tako dugu i moćnu imperiju bio je potreban veliki činovnički aparat. Zbog toga carska vlast zabranjuje privatne škole i osnuje državne, koje su bile pod kontrolom (zato su imperatori dobro plaćali učitelje, a davali su povlastice i sveštenstvu tako da su u svoju službu stavljali i školu i religiju). Ovaj period Rima značajan je po tome što se osnivaju škole univerzitetskog tipa u kojima se izučavala: književnost, retorika, filozofija, pravo, matematika, tehnika, medicina. Ovakvih škola bilo je u svim većim gradovima imperije. Učenici su isključivo bili iz imućnih porodica, jer je školarina bila previsoka. Sa opadanjem rimske imperije sve više dolazi do stagnacije u kulturi i obrazovanju, koje sve više poprima religiozni karakter, da bi on u srednjem veku potpuno ovladao školom.

## Rimska škola
Sistematizacija i upotreba znanja Rimska književnost u svemu je epigonska u odnosu na grčku. Jedna jedina književna forma originalno pripada Rimljanima i to je satira. U širem kulturnom kontekstu oni su se oslanjali na Grke, takođe. Međutim, u dodiru s nekim narodom, naročito u kasnijem periodu, majstorskom veštinom prihvatajući tuđe dobre stvari i inkorporirajući ih u svoje običaje i dostignuća, dobijali bi jednu novu tvorevinu, bolju i napredniju. Najviši domet postigli su u domenu uprave. Obrazovanje je kao i kod Grka u početku bilo kućno i nasumično, da bi veoma brzo preraslo u sistemsko i organizovano. Vaspitanje dece u starom Rimu smatralo se za jednu od najsvetijih dužnosti glave porodice (pater familijas). Bio je običaj da pisci opominju roditelje da ne poveravaju svoju decu na staranje robovima, naročito ne stranim, kako ne bi pokvarili svoj retorski stil, pa ipak zna se da su baš robovi u najvećem broju slučajeva bili zaduženi za obrazovanje dece, kao i to da su oni često bili grčkog porekla. U Rimu su vrlo rano osnovane javne škole koje su svojim delovanjem obuhvatale oblasti osnovnog obrazovanja i u koje su polazila deca od oko sedam godina. One su se nalazile na Forumu, ispod portika. Ovu osnovnu školu vodio je učitelj gramatikus. Deca su učila klasične pisce- Enija, kasnije Vergilija i tumačila njihove stihove, što je takođe bilo podražavanje grčkog načina obrazovanja koje je započinjalo sa Homerom. Tome je sledilo učenje računa, ali se ono u mnogome razlikovalo od današnjeg, jer se u to vreme nije znalo za nulu, pa su ti časovi više ličili na veronauku, budući da su se rezultati učili napamet, a pitagorejske tablice ponavljale u nedogled. Pored latinskog jezika učio se i grčki, koji je smatran za jezik nauke, kao i za jezik klasičnih pesnika i filozofa. Ovo može da se posmatra i sa praktične strane, s obzirom na to da su kućni robovi bili većinom Grci. U školi gramatikusa vladala je stroga disciplina i primenjivano je, ponekad, veoma surovo telesno kažnjavanje. Važno je napomenuti da su u Rimu devojčice takođe dobijale obrazovanje i upravo su ove osnovne škole bile mešovite, dok bi se deca u nastavku školovanja razdvajala. Između dvanaeste i petnaeste godine, kada bi savladali sve što je gramatikus imao da ih nauči, dečaci bi prelazili u školu retora. Retorska veština ponikla je na Siciliji, u grčkim kolonijama, pa su učitelji uglavnom bili Grci, ali u klasičnom, Ciceronovom periodu (I vek pre n.e.) i latinski retori započinju svoju širu delatnost. Ovo obrazovanje podrazumevalo je da mladić savlada teoriju besedništva, ali da obavezno ovlada i praksom, kako bi znanje bilo upotrebljivo. Učenici bi bili povereni nekoj uglednoj osobi koju bi slušali na Forumu i koja bi im služila za primer. Kao najznačajniji deo praktične nastave razvijen je čitav niz najraznovrsnijih retorskih vežbi, sistematizovanih u udžbenike, kroz koje bi mladići vežbali talenat i stečeno znanje. Tokom obrazovanja oni su se međusobno ogledali na besedničkim turnirima koje su organizovali njihovi učitelji. Sve u svemu, rimski mladići koji su prolazili kroz ovakav sistem obrazovanja nisu dobijali nikakvu ni naučnu, niti kulturnu širinu. Zapravo, to je bila privilegija malog broja stručnjaka, čiji rad nije u mnogome cenjen. Grčke filozofske škole, koje su takođe nalazile svoje mesto u raznim učionicama blizu trgova, a koje su jedine mogle, pored kućnog obrazovanja, da pruže učenicima neko šire obrazovanje i da razviju temeljniji način mišljenja, često su bile zatvarane, a Grčki filozofi, koji su u njima radili, bili proterivani. Sinovi bogatih patricijskih porodica, posle završene retorske škole, oko sedamnaeste ili osamnaeste godine, proširivali bi svoje vidike tako što bi odlazili na studijsko putovanje u Grčku i to u Atinu i na Rodos. Tako se završavalo vaspitanje i obrazovanje rimskih mladića klasičnog perioda koje je imalo nadasve utilitarni karakter i oni bi tada mogli da zauzmu svoje mesto u okviru vojnog, političkog ili upravnog sistema rimske države. Na vaspitanje devojaka u Rimu uticale su opšteprihvaćene moralne norme i uloga koju je žena imala u takvom društvu. U prvo vreme smatralo se da je dovoljno da devojka bude naviknuta da sluša, da bude skromna i da prede vunu, kako bi postala dobra supruga i majka. Sa vrtoglavim razvojem rimskog društva to je vrlo brzo postalo nezadovoljavajuće i odbačeno je. Već je napomenuto da su osnovne škole bile mešovite i da su se do oko petnaeste godine devojčice i dečaci jednako vaspitavali. Obogaćivanje svog obrazovanja devojke su mogle da nastave dvojako. Aristokratske devojke, iz bogatih porodica, mogle su u svojoj kući da imaju privatne časove koje je držao tutor, ali su postojale i zajedničke privatne škole, u kojima su učitelji uglavnom bili Grci. Devojke su učile književnost grčkog i latinskog jezika, naročito poeziju, za koju su bile ohrabrivane da same sastavljaju. Istaknuto mesto u njihovom obrazovanju, po ugledu na Grke, imala je muzika, te su devojke učile da pevaju epove prateći ih lirom. Nisu sve devojke bile ograničene na ovu vrstu otmenog obrazovanja. One devojke koje su se naročito isticale interesovanjem, ozbiljnošću i dubljom inteligencijom odavale su se proučavanju filozofije, kao najvišeg dometa obrazovanja, samostalno ili uz pomoć tutora. Naravno, ovako široko obrazovanje nisu mogle da priušte svojim kćerima plebejske porodice i te devojke bi, po završenoj osnovnoj školi, dobijale od majke samo uputstva za vođenje domaćinstva. Rimske devojke, kako se čini, imale su veoma liberalno vaspitanje, čak liberalnije od mladića i upravo to doprinelo je jačem prodoru helenskog duha u rimsko društvo. Njihovo vaspitanje bilo je uglavnom privatno i time nije nužno bilo pod kontrolom određenog učitelja. Zbog svega, u Rimu je bilo izuzetnih samosvesnih uglednih gospođa koje su, kada bi postale matrone, to jest gospodarice kuće nakon udaje, često u svojim salonima okupljale pesnike i filozofe i tako inspirisale određene društvene tendencije. U pojedinačnim slučajevima, zbog svog obrazovanja, žene bi odbijale da se podvrgnu tradicionalnoj ulozi koja im je namenjena, pa su ih rimski moralisti strogo kritikovali, kritikujući tako i samo obrazovanje koje je ženama bilo dostupno.